# Curriculum vitae

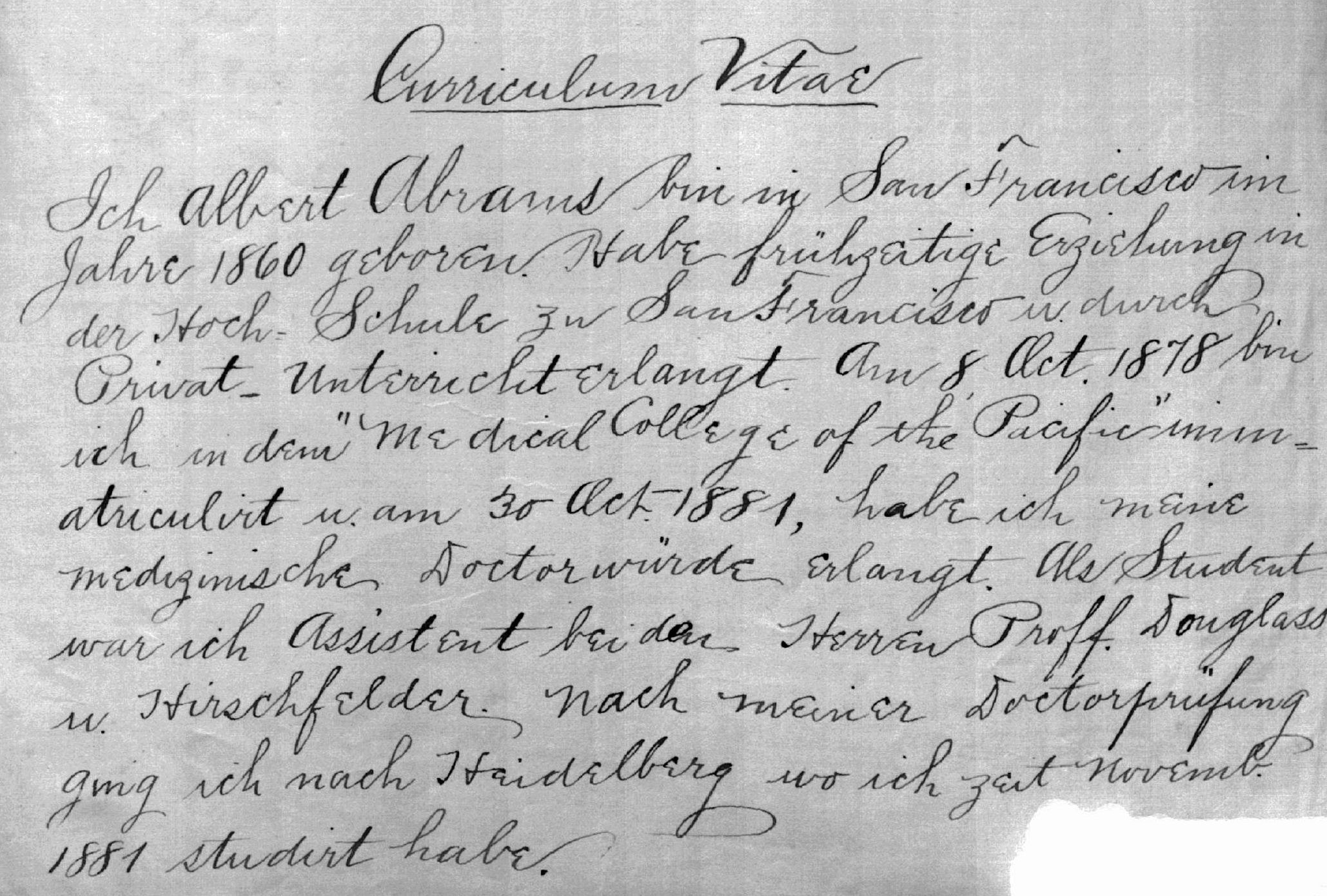
Albert Abrams Curiculum Vitae, written by himself in Heidelberg.jpg

Curriculum vitæ, CV (вимовляється укр. куррі́кулюм ві́те, в перекладі з латини «перебіг життя») — стислий опис біографічних даних, набутих кваліфікацій та професійних навичок. Один з основних документів при поданні на вакантне місце роботи, стажування чи навчання.

## Короткий опис
В Україні терміни CV і резюме часто вживаються як повні синоніми на означення документу, який здобувач надає потенційному роботодавцю, виставляючи свою кандидатуру на відкриту вакансію.
У Великій Британії, Ірландії, США, Канаді CV, як правило, дуже компактний і є не довшим за 2 аркуші формату A4.
В інших країнах CV та резюме відрізняються за оформленням та детальністю інформації. Головна відмінність — CV містить детальнішу в порівнянні з резюме інформацію про кандидата і може мати від двох до десяток сторінок формату A4, а часом і більше. Такий докладний опис вимагається, наприклад, при поданні на вакансії для науковців чи журналістів.

## Структура
CV зазвичай має таку структуру:
- Заголовок «Curriculum vitæ»
- Особиста фотографія (в англомовних країнах — не прийнято)
- Особисті дані, такі як прізвище, ім'я, по батькові, дата і місце народження, громадянство, адреса, телефон, адреса електронної пошти. Не обов'язковими  вважаються відомості про сімейний стан, кількість дітей, імена та професії батьків (як правило, лише коли йдеться про місце навчання чи стажування й лише тоді, коли професії чи кваліфікації батьків якось пов'язані з вакантним місцем).
- Освіта: середня, середня спеціальна, вища з вказівкою про час навчання та даними про дипломи й здобуті кваліфікації. Часом може згадуватися тільки останній диплом з кваліфікацією, що відповідає вакантному місцю.
- Додаткові кваліфікації, стажування, перепідготовка тощо (з датами)
- Місця роботи, практики та професійний досвід загалом. Тут зазвичай детальніше описують завдання та сфери відповідальності попередніх місць роботи. Згадуючи про установи чи підприємства, де раніше працював здобувач, як правило коротко описують їхній профіль, а також структурний підрозділ (відділ, лабораторія, кафедра тощо).
- Інші кваліфікації, навички, вміння, знання: володіння спеціальними комп'ютерними програмами (пов'язаними з фахом), знання іноземних мов, наявність водійського посвідчення, часом подають також відомості про власні хобі, особливо, якщо йдеться про хобі в галузі спорту чи мистецтв.
- Список публікацій (зокрема й тих, що готуються до друку), список наукових конференцій і конгресів, в яких здобувач брав участь.
- Список відзнак чи нагород.
- Місце, дата та особистий підпис (електронні CV зазвичай не мають підпису).

## Порівняння з резюме
При працевлаштуванні в більшості компаній докладний опис кандидата не вимагається. У такому випадку достатньо подати резюме, тобто короткий опис життя, навчання та професійної діяльності, який займає не більше двох аркушів формату A4. До резюме часом додають супровідний лист, який має займати лише одну сторінку.
У США і Канаді CV зазвичай використовують в наукових та медичних колах, а термін résumé використовують при прийомі на роботу інших фахівців. У CV більший акцент робиться на освіту, зазвичай в CV включають повний список публікацій, наукових праць, стажування, значні досягнення, відзнаки. У деяких випадках до CV можуть бути включені навіть тексти, уривки власних робіт, або опис майбутніх досліджень та стану науки щодо певної теми. Обсяг таких CV може сягати декількох десятків або сотень сторінок.

## Європаспорт
З метою стандартизації документів для подання на вакантні посади та прозорості кваліфікацій та компетенцій в Європейському Союзі рішенням Nr. 2241/2004/EG від 15 грудня 2004 року було запроваджено так званий європаспорт (europass), що поєднує в собі CV, мовний паспорт, мобілізаційний паспорт (досвід і перебування за кордоном), додаток до диплому (для кращого порівняння дипломів різних країн).